# Alexandre Esposito
Alexandre Esposito (* 24. April 1981) ist ein ehemaliger französischer Fußballspieler.

## Karriere
Esposito rückte 1999 als 18-Jähriger in den Profikader der ASOA Valence auf. Für diese debütierte er in der zweiten Liga, als er am 8. April 2000 beim 2:1 gegen den SC Amiens in der 73. Minute eingewechselt wurde. Dies blieb sein einziger Einsatz für das Team, das am Saisonende als Tabellenletzter abstieg. Am Ende der Saison wurde sein Vertrag nicht verlängert. Über die weitere Laufbahn ist nichts bekannt.